# Martin Keown
Martin Raymond Keown (Oxford, Inglaterra, 24 de julio de 1966) es un exfutbolista inglés. Se desempeñaba como defensa y es recordado especialmente por su paso por el Arsenal Football Club, donde jugó 11 años divididos en dos etapas.
Con la selección de fútbol de Inglaterra jugó el Mundial 1998 y el Mundial 2002, además de dos Eurocopas. 
El 21 de junio de 2012 el Wembley FC de la novena división inglesa fichó a Keown, junto con otras estrellas retiradas del fútbol, para disputar la FA Cup 2012-2013.

## Biografía
Martin Keown comenzó jugando al fútbol gaélico en su ciudad natal, Oxford, antes de ser fichado por el Arsenal FC de Londres en 1980. Su debut profesional con los gunners se produjo en 1984, contra el Brighton & Hove Albion. Aunque no debutaría como titular hasta 1995, contra el West Bromwich Albion. En 1986, el mánager decidió que Keown no contaba en los planes del equipo y fue traspasado al Aston Villa a cambio de 200.000 libras.
Keown permaneció tres temporadas seguidas en el club de Villa Park, en su primera temporada descendió con el club a la Football League Championship, pero el Villa pudo regresar a la First Division en solo un año, con Keown como pieza imprescindible. Poco antes de la temporada 1989-90, Keown fichó por el Everton FC por 750.000 libras.
Keown permanecería cuatro temporadas con el club de Liverpool, donde rendiría a muy buen nivel y debutando en 1992 con la selección de fútbol de Inglaterra. En febrero de 1993, Keown retornó al Arsenal FC por 3 millones de libras.
En 1993 y debido a que ya las había jugado con el Everton, no pudo participar en el histórico doblete del Arsenal cuando ganó la FA Cup y la Carling Cup. Como defensa indiscutible del equipo, Keown formó una defensa impresionante junto a Tony Adams, Steve Bould y Andy Linighan. Si bien en 1994 se perdió la final de la Recopa de Europa que el Arsenal ganó al Parma FC italiano, si que estuvo en la final perdida ante el Real Zaragoza en 1995.
En los siguientes próximos años, Keown raramente se perdió algún partido, incluso con la llegada del francés Arsène Wenger, Keown siguió siendo pieza fundamental del equipo. Su última temporada con los gunners, la 2003-04, Keown disputó 10 partidos en la liga que el Arsenal ganó de manera invicta.
En agosto de 2004 fichó por el Leicester City tras 11 años en el Arsenal. Su etapa en el Leicester no fue buena, se dice que por su mala relación con el entrenador, Ricky Adams. En enero de 2005, firmaría con el Reading FC, retirándose al finalizar la temporada 2004-05.
En junio de 2012, Keown fue uno de los futbolistas retirados que ficharon por el Wembley FC, junto a otros como Graeme Le Saux, Ray Parlour, Claudio Caniggia y Brian McBride.

## Clubes
| Club                   | País       | Año         |
| ---------------------- | ---------- | ----------- |
| Arsenal FC             | Inglaterra | 1984 - 1985 |
| Brighton & Hove Albion | Inglaterra | 1985        |
| Arsenal FC             | Inglaterra | 1985 - 1986 |
| Aston Villa FC         | Inglaterra | 1986 - 1989 |
| Everton FC             | Inglaterra | 1989 - 1993 |
| Arsenal FC             | Inglaterra | 1993 - 2004 |
| Leicester City         | Inglaterra | 2004 - 2005 |
| Reading FC             | Inglaterra | 2005        |
| Wembley FC             | Inglaterra | 2012        |

## Palmarés
Arsenal FC
- FA Premier League: 1997-98, 2001-02, 2003-04
- FA Cup: 1998, 2002, 2003
- FA Community Shield: 1998, 1999, 2002
- Recopa de Europa: 1994